# Hans Roelink
Nico Hans Roelink (Makassar, 27 maart 1921 - Kamp Vught, 29 juli 1944) was een Nederlandse verzetsstrijder tijdens de Tweede Wereldoorlog.

## Biografie

### Jeugd
Hans, zoon van Hendrik Roelink (1891-1937) uit Meppel en Geertruida Johanna Aletta Waleson (1895-1990) uit Meester Cornelis, groeide op in Makassar, Semarang en Soerabaja in Nederlands-Indië. Zijn vader was agent bij de Java-China-Japan Lijn en zijn moeder onderwijzeres. Na een verlof in Nederland keerden zijn ouders in 1937 terug naar Nederlands-Indië. Roelink was 16 jaar en bleef achter bij een gastgezin in Oegstgeest om zijn opleiding aan de HBS in Leiden te kunnen afronden. Kort daarop overleed zijn vader in Makassar als gevolg van een verkeersongeluk. Begin 1938 repatrieerden zijn moeder en broer Fred en gezamenlijk vestigden ze zich in Wassenaar.

### Studie
Nadat hij in 1940 slaagde voor het eindexamen van de HBS, ging hij studeren aan de Technische Hogeschool Delft. De studie lag hem echter niet en hij besloot in 1941 om naar de Kweekschool voor de Zeevaart in Amsterdam te gaan. In 1942 legde hij met goed gevolg het eindexamen af en in aansluiting daarop kreeg hij - in het voetspoor van zijn vader - een contract bij de Java-China-Japan Lijn. De Duitse bezetting belette het hem echter om als stuurmansleerling het ruime sop te kiezen. Om toch de verplichte vaardagen te behalen om derde stuurman te kunnen worden, werd hij in een loods van de Koninklijke Nederlandse Stoomboot-Maatschappij een jaar lang getraind op het opleidingsschip 'Calypso'.

### Verzet
In 1943 werd Roelink in het kader van de Arbeitseinsatz opgeroepen om in Duitse dienst te varen, wat hij weigerde. Op 6 mei van dat jaar besloot hij om met zijn goede vriend Chris van Oosterzee onder te duiken. Hij kwam in huis bij de familie Van Etten in Dussen en leerde daar Jan Hak kennen. Roelink en Hak raakten betrokken bij de verzetsbeweging van het Land van Heusden en Altena. In de loop van 1944 werden ze in contact gebracht met 'KP-Peter', een verzetsgroep onder leiding van Peter van der Smit uit Schiedam. Op 15 juni 1944 gingen Hak en Roelink met deze knokploeg mee naar Helvoirt waar een wapendropping zou plaatsvinden. Het bleek echter een opgezette val. De Sicherheitsdienst stond de verzetsgroep in een schuur op te wachten. Tijdens de schietpartij die volgde, vielen een dode en gewonde. Alle overige betrokken verzetsstrijders werden naar Kamp Vught gedeporteerd.
Na de oorlog bestond lange tijd onzekerheid over het lot van Roelink. Pas op 29 november 1948 werd zijn overlijdensakte bij de gemeente Wassenaar geregistreerd. Hij bleek op 29 juli 1944 met de andere leden van KP-Peter in het bos bij Kamp Vught te zijn gefusilleerd.
Op 20 december 1947 onthulde Prinses Juliana op de fusilladeplaats in Kamp Vught een monument met namen. Roelink wordt vermeld onder de woonplaats Wassenaar.